# خیابان نوتردام

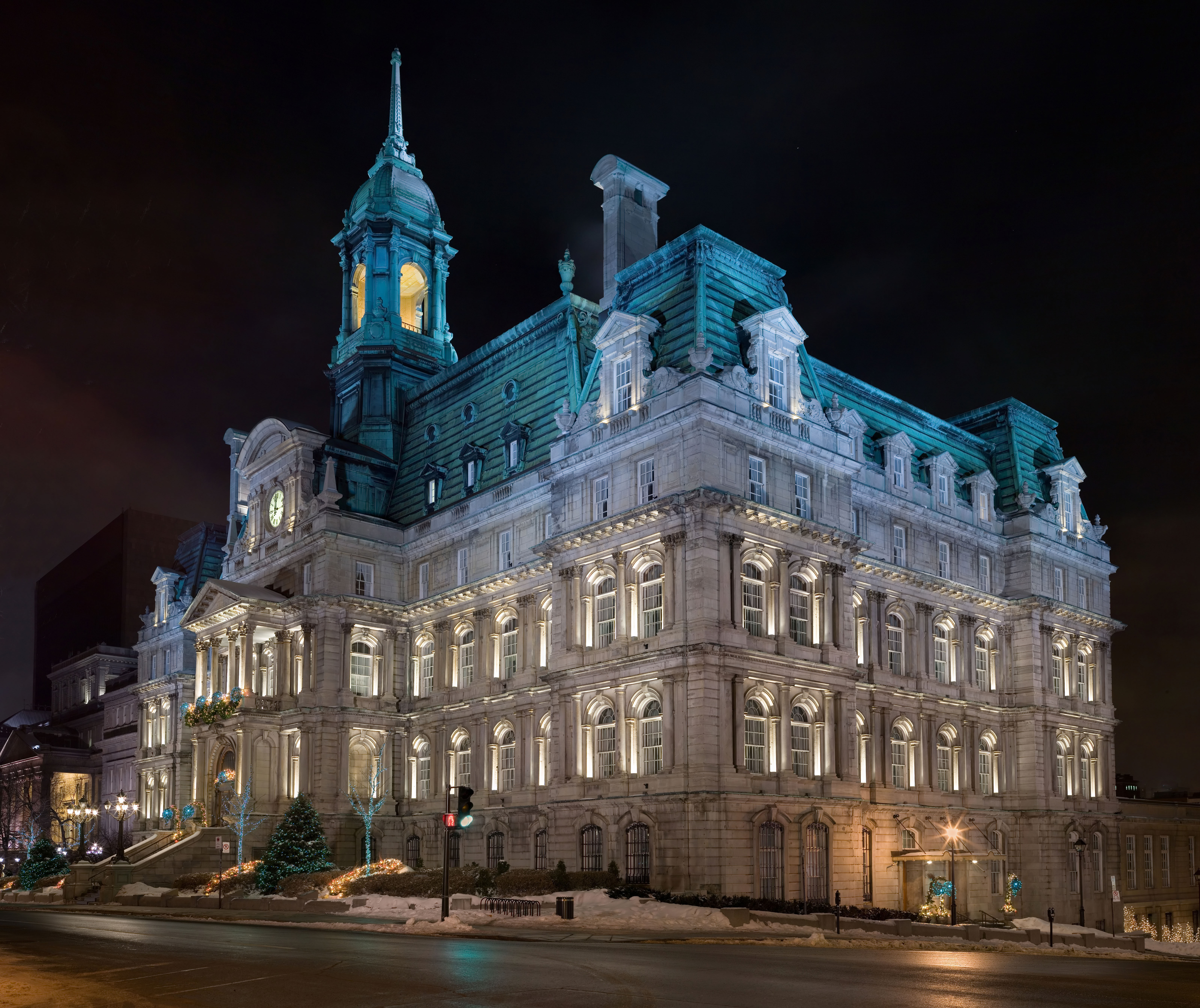
تالار شهر مونترآل در نوتردام، در یک شب زمستانی.

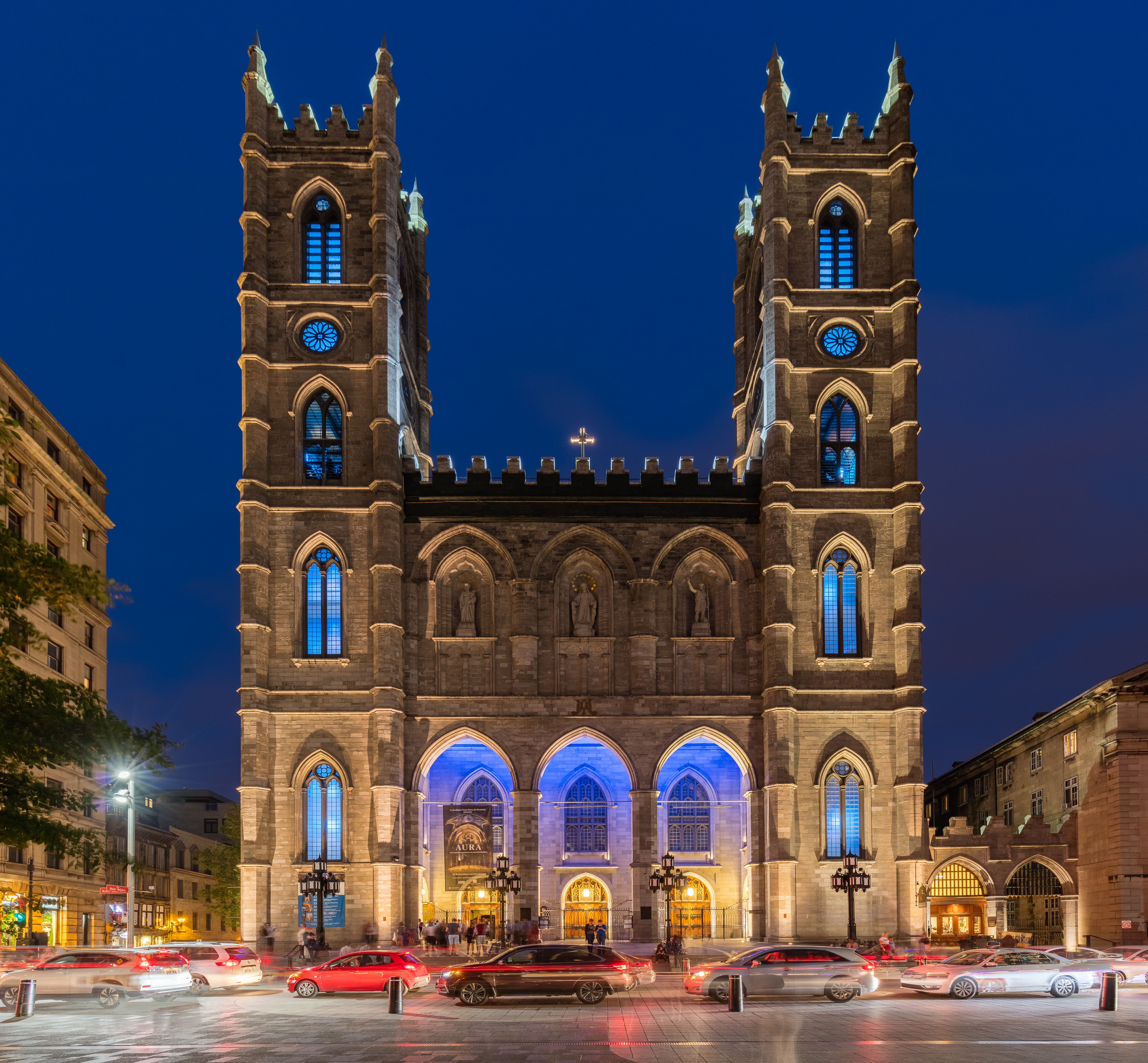
نمایی خارجی از بازیلیکای نُتِردام به آدرس ۱۱۰ خیابان نوتردام غربی.

خیابان نوتردام (فرانسوی: Rue Notre-Dame‎) یک خیابان شرقی-غربی و تاریخی در بخش قدیم مونترآل، استان کبک واقع در کانادا می‌باشد.